# Furvabromias
Furvabromias là một chi bướm đêm thuộc họ Noctuidae.